# Gasmuseum Sabadell
Het Gasmuseum is een voormalig museum in Sabadell. Het bevond zich aan de Plaça del Gas in het centrum van de stad, in het oude gebouw van Gas Natural, dat ontworpen is door Juli Batllevell en gerestaureerd tussen 2009 en 2011. Het museum werd op 13 december 2011 geopend en was daarmee het eerste gasmuseum van Spanje. Met een collectie van 2000 items wilde het museum de geschiedenis van het bedrijf Gas Natural vertellen, zoals informatie over gas als energiebron, het verleden, heden en de toekomst. Daarnaast was er een zaal beschikbaar voor tijdelijke exposities. Op 23 oktober 2018 sloot het museum definitief de deuren.
Tot 2006 had Gas Natural een permanente expositie over de geschiedenis van gas en het bedrijf in hun kantoor aan de Portal de l'Àngel in Barcelona. In 2006 werd het kantoor naar de wijk La Barceloneta verplaatst en ontstond het idee voor het opzetten van een groter museum. Er werd besloten om deze te vestigen in een gebouw in Sabadell dat ook in het bezit van het bedrijf was. Sabadell heeft naast een brede geschiedenis in de textielsector ook een grote traditie met gas. Aan het einde van de 19e eeuw waren er verscheidene gasfabrieken in de stad. Daarnaast was het in 1852 de tweede Catalaanse stad, 10 jaar na Barcelona, die een gasaansluiting had. Het museum werd op 13 december 2011 geopend, hoewel de officiële opening pas op 11 januari 2012 gebeurde in aanwezigheid van Artur Mas, toenmalige president van de Generalitat de Catalunya.
Het gebouw is duurzaam qua energie. Er is geen warm water en er zijn zonnepanelen op het dak, alsmede plaveisel waar het water onderdoor loopt, om de warme-isolatie te vergemakkelijken. Daarnaast is er ook een systeem dat het regenwater opvangt. De gevel is gemaakt uit gerecycleerd glas. De begroting van het project was 8 miljoen euro.